# Laguna El Triunfo
La laguna El Triunfo, también llamada laguna Versalles, es una laguna amazónica boliviana de agua dulce ubicada al este del departamento del Beni, cerca del río Iténez y a 4 kilómetros al sur de la frontera con Brasil, tiene unas dimensiones de 5,8 kilómetros de largo por 5,1 kilómetros de ancho y una superficie de 19,3 kilómetros cuadrados así como un perímetro costero de 17 kilómetros.
Se caracteriza por tener una forma redondeada así como este rodeada de una selva espesa.